# Nitrochimie
Nitrochimie est une société en nom collectif détenue par une société anonyme fabricante d'explosifs (SAEPC ou E.P.C. S.A. ou EPC ou Explosifs et produits chimiques S.A), créée en France en 1983 et implantée dans de nombreux pays d'Europe et en Afrique de l'ouest; cotée en bourse de Paris, détenue majoritairement par la famille Barbier, et dont le chiffre d'affaires est passé de 125 à 188 MF (millions de francs) de 1998 à 2000, avec selon Force ouvrière des profits qui ont quadruplé pour atteindre près de 11 millions de francs en 2001)
Le siège social est basé à Paris, mais l'usine principale (aujourd'hui fermée), qui produisait la totalité de la dynamite du groupe (5.800 t/an environ avant la fermeture) était basée dans le nord de la France ; dans le Pas-de-Calais et plus précisément dans le bassin minier près des centres de production de charbon (très consommateurs de dynamite antigrisouteuse, et à proximité de nœuds importants de réseaux ferrés et de canaux). 
L'autre usine du groupe est celle de Saint-Martin-de-Crau (usine dite « La dynamite » entre Arles et Salon-de-Provence, qui jouxte d'autres sites industriels dangereux (Mareva, et  SNPE) dans le sud de la France), qui produit des explosifs de type émulsion, du ciment expansif, des charges nitroroc et du nitrate de monométylamine. Ce site abrite aussi le centre de R&D (recherches et de développement) de Nitrochimie. Des écarts à la réglementation y ont été relevés par les inspecteurs de la DRIRE.
Nitrochimie, grâce à ces deux usines est resté leader français en matière de production d'explosifs civils y a occupé un terrain d'environ 65 ha (75 selon d'autres sources) situé dans 4 communes (à 70 % environ sur Billy-Berclau, 37 % sur Wingles et Bauvin et 3 % sur Meurchin); Ces ateliers pyrotechniques étaient entourés d'un périmètre de sécurité, de murs bétonnés et de monts de schistes anti-souffle, de plus de 5 mètres,

## Production et consommation de produits dangereux de l'usine du Pas-de-Calais (avant sa fermeture)
- Dynamite (sous plusieurs formes)s : 6 500 T/an
- Production Nitrate Fioul : 8 500 T/an
- Consommation de MSN (Mélange Sulfonitrique) : 4 000 T/an
- Consommation de DNT (Dinitrotoluène) : 240 T/an
- Consommation de nitrate d'ammonium : 10 700 T/an
- Consommation de Fioul léger : 550 T/an [5])

## Historique de l'usine du Pas-de-Calais
- 27 mars 2003 (6 h 24  du matin lors du démarrage et réglage d'une machine d'encartouchage) : une forte explosion a eu lieu dans un atelier d'encartouchement de l'usine de Billy-Berclau ; L’atelier 50, sous surveillance vidéo (cassette vidéo saisie pour l'enquête) ; entièrement détruit. Il transformait la dynamite gomme vrac, en cartouches conditionnées prêtes au transport. 
La déflagration a été ressentie à plus de 10 km à la ronde, soufflant et brisant des vitres, portes, toitures et des vitrines jusqu'à plusieurs kilomètres. L'incendie induit par l'explosion a été très rapidement maîtrisé, par les employés formés à ce risque, et selon la DRIRE, il n'y a pas eu de conséquence toxique pour les personnels, riverains ni pour l’environnement, et aucun des effets dominos (explosions en chaine redoutées dans ce type d'installation), mais l'explosion a tué quatre ouvriers (3 morts et un disparu), âgés de 25 à 54 ans, et causé des dégâts matériels dans tous les autres ateliers et installations. Le préfet a mis en place une cellule de crise, et il s'est rapidement rendu sur le site, prenant un arrêté d'urgence[6] 
les salariés ont été rapidement mis au chômage et l'affaire a été portée par le tribunal correctionnel de Béthune, avec un dossier d'instruction clos en mai 2008 et dossier renvoyé devant le tribunal correctionnel pour «  homicide involontaire  » pour une audience fixée au 22 octobre. Le procès s'est ouvert plus de 7 ans plus tard, au tribunal correctionnel de Béthune, en mai 2010, sur la base d'expertises estimant qu'il pouvait y avoir eu un corps étrangers dans la pâte explosive, à la suite d'un défaut de maîtrise du procédé de fabrication..
- L'usine de Billy-Berclau qui employait encore 87 personnes (contre près de 250 en 1987[7]), a cessé de fonctionner en juin 2003, laissant derrière elle 75 hectares de sites et sols pollués sous responsabilité d'EPC (Explosifs et produits chimiques).
- L'usine de Billy-Berclau a fermé mi-2003, 3 mois après l'accident, avec sur 87 salariés, 18 promesses de maintien d'emploi. La direction de l'entreprise a laissé entendre aux enquêteurs que "les conditions requises pour le redémarrage de la fabrication de la dynamite" n'étaient plus réunies en France et qu'elle envisageait une délocalisation en Pologne "en raison des contraintes beaucoup plus faible qu'en France en matière de sécurité pyrotechnique" [1]
- Le site a été transformé en 2003 en site de stockage de matières explosives (restant donc classé Seveso seuil haut, avec un périmètre de sécurité gênant de nombreux projets de communes périphériques)
- l'été 2006 l'entreprise (qui employait encore une quinzaine de personnes, contre près de 400 avant l'explosion) cesse toute activité ;
- 31 juillet 2007 ; la préfecture du Pas-de-Calais, après démantèlement des unités dangereuses et contrôle du terrain par la DRIRE, a levé contraintes de sécurité dans et autour du site, rendant disponible pour d'autres usages ou pour la trame verte 65 hectares en partie boisés où quelques bâtiments resteront sur pied le long du chemin de halage (après décontamination par le propriétaire (EPC) avant le 31 décembre 2007 (8  personnes restant sur site pour ce travail).

### Responsabilités et enquêtes sur l'accident du 27 mars 2003
Une mission de l'Inspection générale de l'environnement , assistée d'un expert militaire en pyrotechnie et tant que de besoin par l'INERIS a été dépêchée sur les lieux pour analyser les origines de l'accident. La mission a jugé l'accident « prévisible »,  l'enquête visant à analyser les circonstances de l'accident (et non les responsabilités individuelles, relevant de la mission confiée au tribunal de Béthune) ayant démontré « de multiples anomalies de fabrication et des dysfonctionnements dans l'organisation interne de l'usine » et le manque de formation d'au moins deux des personnels victimes de l'explosion (dont l'un n'aurait pas du se trouver dans la zone de danger au moment de l'accident). La mission a aussi relevé un fonctionnement « formel » du CHSCT et une « marginalisation manifeste du service Qualité Hygiène » dans l'usine. Ce dernier n'était pas même informé du lancement d'une fabrication d'un nouveau type d'explosif, qui aurait dû préalablement faire l'objet d'une procédure d'étude de sécurité. L'INERIS a de son côté dénoncé une  « routine de production » et « un management à l'ancienne » incompatibles avec les bonnes pratiques en matière de gestion des risques et de sécurité.

La mission a analysé (seconde partie de son rapport), les interventions et recommandations diverses faites, par la DRIRE ou l'INERIS (Institut national de l'environnement industriel et des risques) notamment, mais avec une mauvaise coordination - avant l'explosion - des différents services de l'État, puis les propositions formulées par l'INERIS 
La mission a conclu son rapport par des recommandations pour une évaluation réelle et effective des risques et la nécessité d'un management approprié du service interne de sécurité et de son intervention. 

L'usine s'est finalement mise en faillite.

## Le Devenir du site de l'usine du Pas-de-Calais (ou l'après-Nitrochimie)
Alors que la filiale d'EPC chargée de valoriser le site venait de déposer son bilan, après avoir confié à une filiale (Stips) le soin de mener une étude de viabilisation, les élus des communes de Wingles et Billy-Berclau plutôt qu'une reconversion industrielle ont souhaité que les terres soient dépolluées et rendues aux agriculteurs, que des aménagements de renaturation et création d'espaces verts soient faits, avec l'implantation d'un équipement de loisirs complémentaire au parc nautique de Wingles, de manière à pouvoir intégrer le site dans la trames verte et bleue régionale, de la communauté urbaine de Lille qui doit rejoindre celle du bassin minier. La Mission Bassin minier basée à Oignies les aide à concrétiser leurs projets. 

## Risques
L'usine était classée Seveso II seuil haut (comme AZF Toulouse ou GPN (Usine jumelle de celle de nitrochimie à Mazingarbe). L'installation est soumise à plusieurs Arrêtés Préfectoraux.